# سوارت توماس باتلر
 سوارت توماس باتلر (انگلیسی: Stuart Thomas Butler؛ زاده ۴ ژوئیه ۱۹۲۶ درگذشته ۱۵ مه ۱۹۸۲) یک فیزیک‌دان اهل استرالیا بود.